# مشروع التمييز اليومي على أساس الجنس
مشروع التمييز اليومي على أساس الجنس (Everyday Sexism Project) هو موقع إلكتروني قامت بتأسيسه لورا بايتس الكاتبة البريطانية التابعة للحركة النسوية في 16 أبريل عام 2012. ويهدف هذا الموقع إلى توثيق الأمثلة اليومية التي تتعلق بالتمييز على أساس الجنس، كما تتم الإفادة عنها من قبل المساهمين في جميع أنحاء العالم. ويمكن لأي شخص أن يضيف معلومات عن طريق إرسالها مباشرة إلى الموقع أو عن طريق البريد الإلكتروني أو التغريد عبر تويتر. ويتم فحص التقارير المقدمة عن طريق مجموعة صغيرة من المتطوعين تحت إشراف إيمير أوتول، وهو باحث في كلية رويال هولواي، جامعة لندن. وبحلول أبريل عام 2013، جمع الموقع الإلكتروني 25000 مساهمة من 15 دولة.
لقد أنشأت بايتس «مشروع التمييز اليومي على أساس الجنس» بعد مواجهة صعوبة في التحدث بصراحة عن التمييز على أساس الجنس: «ومرة أخرى يخبرني الناس أن التمييز على أساس الجنس مشكلة لم يعد لها وجود - وأن المرأة حصلت على المساواة حاليًا، إلى حدٍ ما، وإذا لم تتمكني من تقبل المزاح أو المجاملة، فيتعين عليكِ أن تتوقفي عن كونك متزمتة وتتمتعي بحس الدعابة. وحتى إذا لم أتمكن من حل هذه المشكلة على الفور، فقد كنت مصرة على أنه لا ينبغي لأي شخص أن يخبرنا أنه لا يمكننا التحدث عنها بعد الآن».
نُشرت أعمال بايتس في صحيفة هافينجتون بوست (Huffington Post) والجارديان (Guardian) والإندبيندنت (Independent)، بالإضافة إلى صحف أخرى. كما ساهمت في مشروع نساء تحت الحصار (Women Under Siege)، وهو المشروع الذي يتناول العنف الجنسي الذي يستخدم كسلاح في الحروب. وحصلت على درجة الماجستير في الأدب الإنجليزي من جامعة كامبريدج.

## وصلات خارجية
- The Everyday Sexism Project
- Everyday Sexism on Twitter
- Women Under Seige